# Paul Vanhie
Paul M.E.H. Vanhie (né le 4 octobre 1955 à Courtrai, et mort le 25 mai 2011 à Ledegem) est un homme politique belge, flamand, membre de la Lijst Dedecker, ancien membre d'OpenVLD.
Il est kinésithérapeute de formation et de profession.
Il meurt à 55 ans, d'un accident de travail, le 25 mai 2011 à Ledegem.

## Fonctions politiques
- Conseiller communal de Ledegem.
- Bourgmestre de Ledegem de 2000 à 2006 pour OpenVLD.
- Député fédéral du 2 juillet 2009 au 6 mai 2010 en remplacement d'Ulla Werbrouck.